# Drahomíra (duchessa di Boemia)
Drahomíra di Stodor (877/890 – dopo il 934/936) fu duchessa consorte di Boemia dal 915 al 921, moglie del duca della stirpe dei Přemyslidi Vratislao I. Fu anche reggente del ducato di Boemia dal 921 al 924 durante la minorità di suo figlio Venceslao. È principalmente nota per l'omicidio di sua suocera Ludmilla di Boemia da parte di sicari.

## Biografia
Drahomíra nacque nell'attuale regione dell'Havelland intorno alla fortezza di Brandeburgo (Brennabor), figlia di un principe degli Evelli (Stodoran). Secondo Cosma di Praga, sposò il duca Vratislao I di Boemia verso il 906. Essa era probabilmente la sorella o la zia del principe degli Evelli Tugumir. Drahomíra diede alla luce almeno sei figli, tra cui Venceslao e Boleslao, entrambi succeduti al padre come duchi di Boemia. Tra le sue quattro figlie c'era una Přibislava, che si ritiene abbia sposato con un principe croato e che divenne suora nel convento di San Giorgio a Praga, e forse Střezislava, moglie del nobile boemo Slavník, fondatore della stirpe dei Slavník. Il matrimonio portò la dinastia Přemyslide alla cooperazione con gli slavi Polabiani e al conflitto con il duca sassone Enrico l'Uccellatore, che divenne re di dei Franchi Orientali nel 919, il quale in seguito mosse guerra contro le tribù Evelli.

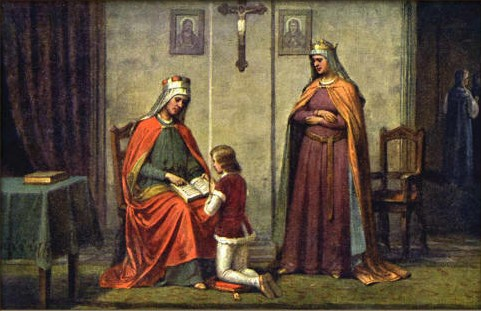
Ludmilla e Drahomíra con il giovane Venceslao, dipinto del XIX secolo.

Dopo la morte prematura del marito nel 921, i nobili boemi designarono Drahomíra reggente per suo figlio minore Venceslao. Tuttavia, dovette dividere il governo della Boemia con sua suocera Ludmilla, vedova del duca Bořivoj I, che si occupò dell'educazione religiosa dei suoi figli. La storia popolare dipinge Ludmilla come una nonna sobria e pia.
Venceslao fu una delle ragioni principali della fatale discordia tra Drahomíra e Ludmilla, che aveva esercitato una grande influenza sul figlio maggiore di Drahomíra, lasciando questa a concentrare i suoi sforzi sul figlio minore, Boleslao. Nonostante o forse come risultato dei suoi sforzi politici e personali, Ludmilla si attirò l'amara inimicizia di Drahomíra: ella sosteneva che sua suocera, con l'aiuto di missionari bavaresi, avesse educato Venceslao a diventare un monaco piuttosto che un principe. Inoltre, le due donne forse furono in disaccordo se riconoscere o meno la supremazia franco-orientale di Enrico l'Uccellatore. Ludmilla fuggì da Praga al castello di Tetín sulla strada per Ratisbona, dove il 16 settembre 921 gli scagnozzi di Drahomíra, Tunna e Gommon, la attaccarono e la strangolarono.
Il contesto dell'omicidio viene cercato nella sfera politica e religiosa. Forse si trattava del riconoscimento della sovranità del re dei Franchi Orientali Enrico I sulla Boemia. Il paese si era alleato con la Baviera dall'895 per cercare protezione dai Sassoni. Tuttavia, il duca bavarese Arnolfo di Baviera si era sottomesso ad Enrico I nel 921 e quindi smise di essere alleato della Boemia contro l'espansione sassone. Sembra che Ludmilla abbia favorito un riavvicinamento con la Sassonia, cosa rifiutata da Drahomíra. Il conflitto tra il paganesimo, rappresentato da Drahomíra, e il cristianesimo, rappresentato da Ludmilla, sembra abbia anche giocato un ruolo nel corso dell'inizio della cristianizzazione. la nozione secondo la quale Drahomíra era di religione pagana si trova in alcune leggende, che sono le uniche fonti storiche disponibili per gli eventi del 921 in Boemia. Ricerche più recenti dubitano di questa informazione e la considerano un topos agiografico.
L'anno successivo le truppe del duca Arnolfo di Baviera fecero irruzione nel ducato boemo, ma le fonti non riportano l'esito della campagna; quel che è certo è che Drahomíra dovette rinunciare alla reggenza tra il 922 e il 925 poiché Venceslao nel frattempo era diventato maggiorenne, ed egli mandò sua madre in esilio, anche se la richiamò nel 925. Trascorse i suoi ultimi anni a Praga, senza avere un ruolo politico; tuttavia, dopo l'omicidio di suo figlio, fuggì dalla corte dei Croati. Mentre alcuni ritenevano che i croati vivessero vicino a Praga, altri notarono che nel caso di fuggitivi nobili e reali cercavano di trovare sicurezza il più lontano possibile, indicando che questi croati probabilmente si trovavano più a est intorno alla valle della Vistola.

## Nella cultura popolare
È oggetto di due opere, Drahomíra di František Škroup (1848) e Drahomíra di Karel Šebor (1867).